# Ashāb al-hadīth

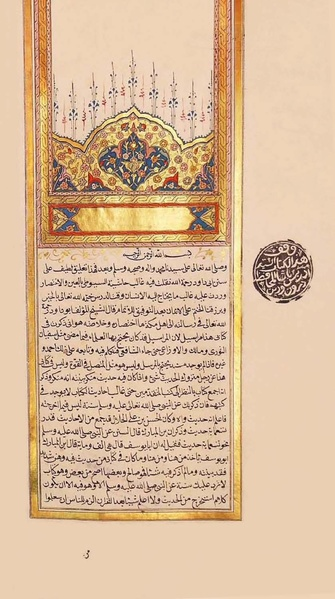
Kommentar von Mohammed bin Abdul Hadi al-Sindi zur berühmten Traditionssammlung von Abū Dāwūd as-Sidschistānī

Ashāb al-hadīth (arabisch أصحاب الحديث, DMG aṣḥāb al-ḥadīṯ), auch ahl al-hadīth oder Traditionarier genannt, sind die Anhänger und Verfechter des auf die Sunna des Propheten Mohammed zurückgeführten islamischen Traditionalismus. Daher nennt man sie auch muhaddithun / Sing. muhaddith محدث, محدثون / muḥaddiṯ, muḥaddiṯūn / ‚Traditionarier, Überlieferer‘.

## 8. und 9. Jahrhundert
Das rasche Anwachsen von Traditionen (Hadith) und ihre schriftliche Fixierung im 9. Jahrhundert beeinflusste die Gestaltung der islamischen Jurisprudenz, deren zweite real existierende Quelle nach dem Koran gerade die Sunna des Propheten geworden ist. Die Gegner dieser Strömung, die Anhänger der subjektiven Lehrmeinung (Raʾy), nannte man ahl al-raʾy; sie waren vor allem im Irak, wo die Lehre der Hanafiten verbreitet war, vertreten. Aber selbst Mālik ibn Anas, der Schulgründer der Malikiten von Medina, der als einflussreichster Vertreter der ashāb al-hadīth in der frühen Jurisprudenz gilt, verwendete die subjektive Lehrmeinung und begründete sie in der geltenden Rechtspraxis (ʿamal) der Medinenser, ohne dabei auf die Prophetensunna zurückzugreifen. Seine unmittelbaren Nachfolger und späteren Anhänger der malikitischen Rechtsschule gestalteten die Rechtslehre überwiegend nach dem Raʾy mit dem Versuch, diese mit dem Hadith, der Sunna des Propheten in Einklang zu bringen. Als bestes Beispiel hierfür sei die Mudawwana des Kairouaner Gelehrten Sahnūn ibn Saʿīd († 854) genannt, die über Jahrhunderte als Handbuch der malikitischen Rechtslehre galt; diese umfangreiche Sammlung behandelt alle Bereiche der Jurisprudenz in Form von Responsa (masa'il), d. h. die einzelnen Rechtsfragen werden mit Rückgriff auf die am Raʾy orientierten Lehrmeinungen der alten Repräsentanten der Schule beantwortet. Die ashāb al-hadīth sind hier nur eine Randerscheinung und werden nur in denjenigen Traditionen genannt, die Abd Allah Ibn Wahb († 812), Vertreter der Traditionarier in Ägypten, an seinen Schüler Sahnūn weitergab. Nur Ahmad ibn Hanbal († 855) und die von ihm gegründete orthodox-dogmatische Rechtsschule haben den Hadīthanhängern uneingeschränkten Einfluss auf die hanbalisitische Rechtslehre zu verschaffen vermocht.
Während der Zeit der Mihna (833–849) wurden die Ashāb al-hadīth politisch in den Hintergrund gedrängt. Der abbasidische Kalif al-Maʾmūn und seine beiden Nachfolger al-Mu'tasim bi-'llāh und al-Wāthiq bi-'llāh setzten ganz auf die rationalistische Theologie der Muʿtazila und verfolgten namhafte Vertreter des Traditionalismus wie Ahmad ibn Hanbal. Kritik an dem Hadith-Betrieb kam damals allerdings nicht nur von Seiten der Rationalisten, sondern auch aus Kreisen der Asketen, die darin eine Form falscher, nach außen getragener Frömmigkeit sahen. Der von al-Maʾmūn verehrte Asket Bischr ibn Hārith al-Hāfī (st. 845) zum Beispiel, der sich lange Zeit der Hadith-Gelehrsamkeit verschrieben hatte, verzichtete am Ende seines Lebens auf die Weitergabe von Hadith und riet den anderen Traditionariern, von ihren Überlieferungen „Zakāt zu zahlen“, d. h. wenigstens 2,5 Prozent von dem, was sie in selbstgefälliger Weise lehrten, auch umzusetzen.

## Spätere Entwicklung
Im Allgemeinen ist es mehrfach beobachtet und in der Forschung dargestellt worden, dass die Rechtsgelehrsamkeit das seit dem 9. und 10. Jahrhundert vorliegende Traditionsmaterial nicht ohne Vorbehalte übernommen hat. Vielmehr war man bestrebt, dem Raʾy anerkannter Juristen der Rechtsschulen oder aber der in einer bestimmten Region anerkannten Rechtspraxis zu folgen. Letztere hatte vor der Prophetensunna in vielen Fällen sogar Priorität; und was für die Malikiten in Medina als anerkannte Rechtspraxis galt, verlor in malikitischen Gelehrtenkreisen von al-Andalus (Andalusien) – um ein Beispiel zu nennen – seine Gültigkeit.
In den großen Rechtskompendien des islamischen Mittelalters ist – von den Hanbaliten, wie Ibn Qudama und Ibn Qayyim al-Gauziyya abgesehen – vom früheren Einfluss der ashāb al-hadīth nahezu nichts mehr nachweisbar.

## Belege
1. ↑  Vgl. F. Meier: Art. Bishr al-Ḥāfī. In: The Encyclopaedia of Islam. New Edition. Band I, S. 1244a–1246b, hier S. 1244b.